# Ascotis monachata
Ascotis monachata là một loài bướm đêm trong họ Geometridae.